# Serra da Coroa
A Serra da Coroa é uma elevação de Portugal Continental, com 1274 metros de altitude. Situa-se na Terra Fria Trasmontana,  Alto Trás-os-Montes, em pleno concelho de Vinhais, próximo à fronteira com a Espanha. Do seu topo pode-se avistar as serras espanholas que compõem a ponta Sul da Cordilheira Cantábrica, e as portuguesas Serra de Montesinho, Serra da Padrela, Serra da Nogueira, Serra de Bornes, Serra de Santa Comba e a Serra do Larouco.
Localmente, é mais conhecida por Serra da Croa.

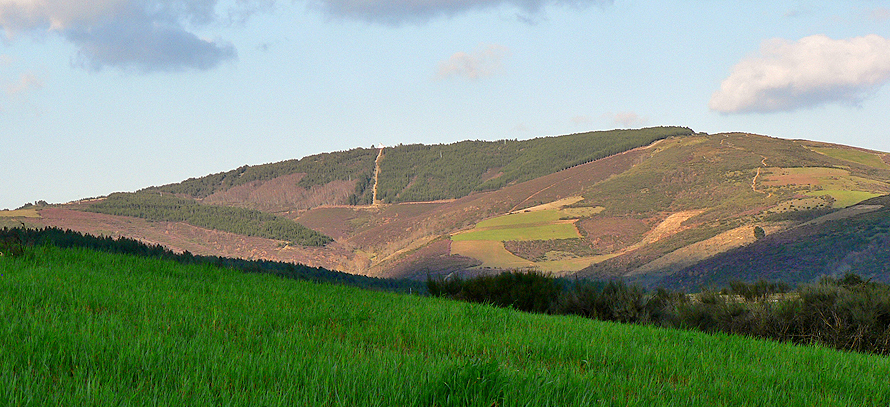
Serra da Coroa vista de Tuizelo

Frequentemente mal desenhada nos mapas, a Serra da Coroa possui uma extensão em L invertido, desde Vinhais no Monte da Cidadelha a Montouto, e desta última para Oeste até às Fragas do Pingadeiro, na confluência com a Serra da Esculqueira. Nela nasce a Ribeira de Ladrões, que a jusante na aldeia de Rio de Fornos toma o nome de Rio de Trutas e que desagua no Rio Tuela, bem como o Ribeiro da Pirtiga, que a jusante do vale homónimo toma o nome de Rio das Peleias, antes de desaguar no Rio Rabaçal no Poço Calado.
No seu topo existe um posto de vigia contra incêndios, além de um enorme marco geodésico, que em tempos permitia, através de escadas hoje em dia muito danificadas, aceder ao último dos três níveis do marco. Rodeiam o seu maciço principal as aldeias de Landedo, Montouto, Dine, Santa Cruz, Paçó, Prada, Rio de Fornos, Lagarelhos, Vilar de Ossos, Salgueiros, Quadra, Travanca e a vila de Vinhais.
A sua localização geográfica, aliada à sua altitude, proporciona à Serra da Coroa a presença regular de neve, geralmente entre Dezembro e Abril.
Inserida no Parque Natural de Montesinho, alberga espécies de animais protegidas, e tem assistido inclusivamente à reintrodução de algumas espécies. Destacam-se:
- javali
- lobo
- corça
- raposa
- esquilo
- víbora-cornuda
- águia
- cegonha
- mocho
- coruja
- falcão

Recentemente foi construída uma estrada alcatroada, para dar ligação entre as aldeias de Travanca e de Santa Cruz, constituindo uma valiosa alternativa para a passagem da serra, anteriormente possível aos automóveis apenas por Vinhais, e posteriormente também por Moimenta e Montouto, na estrada que segue a escassos metros da fronteira luso-espanhola.